# Apa Asău, Bacău
Apa Asău (maghiară: Aszóvize) este un sat în comuna Asău din județul Bacău, Moldova, România. La recensământul din 2002 avea o populație de 1676 locuitori.